# Drosophila redunca
Drosophila redunca este o specie de muște din genul Drosophila, familia Drosophilidae, descrisă de Hardy în anul 1965. Conform Catalogue of Life specia Drosophila redunca nu are subspecii cunoscute.